# Szergej Gennagyjevics Karaszjov
Szergej Gennagyjevics Karaszjov, oroszul: Сергей Геннадьевич Карасёв (Moszkva, 1979. június 12. –) orosz nemzetközi labdarúgó-játékvezető.

## Pályafutása
Játékvezetésből 1995-ben Moszkvában vizsgázott. Az RFU Játékvezető Bizottságának (JB) minősítésével 2000-től a Pervij Gyivizion asszisztense, 2001-től bíró. 2004-től Premjer-Liga partbírója, majd 2008-tól játékvezetője. Küldési gyakorlat szerint rendszeres 4. bírói szolgálatot is végez. Premjer-Liga mérkőzéseinek száma: 102 (2015). Vezetett kupadöntők száma: 2 (2014).
| Időpont          | Helyszín                   | Mérkőzés típusa             | Mérkőzés                                                    | Eredmény |
| ---------------- | -------------------------- | --------------------------- | ----------------------------------------------------------- | -------- |
| 2008. április 6. | Metallurg Stadion, Szamara | első Premjer-Liga mérkőzése | PFK Krilja Szovetov Szamara–FK Lucs-Enyergija Vlagyivosztok | 2 – 1    |

Az RFU JB küldésére vezette az Orosz labdarúgó-szuperkupa döntőt.
| Időpont          | Helyszín                   | Mérkőzés típusa | Mérkőzés               | Eredmény | Nézők száma |
| ---------------- | -------------------------- | --------------- | ---------------------- | -------- | ----------- |
| 2012. június 14. | Metallurg Stadion, Szamara | döntő           | Zenyit–FK Rubin Kazany | 0 – 2    | 16 284      |

Az RFU JB küldésére irányította az Orosz labdarúgókupa döntőt.
| Időpont        | Helyszín                | Mérkőzés típusa | Mérkőzés                 | Eredmény | Nézők száma |
| -------------- | ----------------------- | --------------- | ------------------------ | -------- | ----------- |
| 2014. május 8. | Anzsi Aréna, Kaszpijszk | döntő           | FK Krasznodar–FK Rosztov | 0 – 0    | 19 500      |

Az Orosz labdarúgó-szövetség JB terjesztette fel nemzetközi játékvezetőnek, a Nemzetközi Labdarúgó-szövetség (FIFA) 1980-tól (tartotta) tartja nyilván bírói keretében. A FIFA JB központi nyelvei közül az angolt beszéli. Az UEFA JB minősítésével 2013-tól elit, 2014-től első kategóriás bíró. Több nemzetek közötti válogatott (Labdarúgó-világbajnokság, Labdarúgó-Európa-bajnokság, Olimpiai játékok), valamint Európa-liga  és UEFA-bajnokok ligája klubmérkőzést vezetett, vagy működő társának 4. bíróként segített. 2015 decemberében Szaúd-Arábia labdarúgó-bajnokságában tevékenykedett. A orosz nemzetközi játékvezetők rangsorában, a világbajnokság-Európa-bajnokság sorrendjében többedmagával a 9. helyet foglalja el 6 találkozó szolgálatával (2016). Európában a legtöbb válogatott mérkőzést vezetők rangsorában többed magával, 13 (2010. augusztus 11.– 2016. június 18.) találkozóval tartják nyilván.
| Időpont             | Helyszín                     | Mérkőzés típusa           | Mérkőzés            | Eredmény | Nézők száma |
| ------------------- | ---------------------------- | ------------------------- | ------------------- | -------- | ----------- |
| 2010. augusztus 11. | Tofik Bahramov Stadion, Baku | első válogatott mérkőzése | Azerbajdzsán–Kuvait | 1 – 1    | 9000        |

A 2014-es labdarúgó-világbajnokságon a FIFA JB játékvezetőként alkalmazta. Selejtező mérkőzéseket az UEFA zónákban vezetett.
| Időpont              | Helyszín                         | Mérkőzés típusa                     | Mérkőzés         | Eredmény | Nézők száma |
| -------------------- | -------------------------------- | ----------------------------------- | ---------------- | -------- | ----------- |
| 2012. szeptember 11. | Hampden Park Stadion, Glasgow    | (2014 vb) előselejtező (A. csoport) | Skócia–Macedónia | 1 – 1    | 32 430      |
| 2013. szeptember 6.  | Stade de Suisse, Bern            | (2014 vb) előselejtező (E. csoport) | Svájc–Izland     | 4 – 4    | 26 000      |
| 2013. október 15.    | Baldvin király Stadion, Brüsszel | (2014 vb) előselejtező (A. csoport) | Belgium–Wales    | 1 – 1    | 45 401      |

A 2012-es labdarúgó-Európa-bajnokságon, valamint a 2016-os labdarúgó-Európa-bajnokságon az UEFA JB játékvezetőként foglalkoztatta. 
| Időpont             | Helyszín                       | Mérkőzés típusa                     | Mérkőzés                                                | Eredmény | Nézők száma |
| ------------------- | ------------------------------ | ----------------------------------- | ------------------------------------------------------- | -------- | ----------- |
| 2011. szeptember 2. | Stade Josy Barthel, Luxembourg | (2012 eb) előselejtező (D. csoport) | Luxemburg–Románia                                       | 0 – 2    | 2812        |
| 2015. március 29.   | Groupama Aréna, Budapest       | (2016 eb) előselejtező (F. csoport) | Magyarország–Görögország                                | 0 – 0    | 22 000      |
| 2016. június 15.    | Parc des Princes, Párizs       | csoportmérkőzés (A. csoport)        | Román labdarúgó-válogatott–Svájc labdarúgó-válogatott   | 1 – 1    | 43 576      |
| 2016. június 18.    | Stade Vélodrome, Marseille     | csoportmérkőzés (F. csoport)        | Izland labdarúgó-válogatott–Magyar labdarúgó-válogatott | 1 – 1    | 60 842      |

A 2016. évi nyári olimpiai játékokra a FIFA JB bírói szolgálatra jelölte.
| Időpont            | Helyszín                  | Mérkőzés típusa              | Mérkőzés       | Eredmény | Nézők száma |
| ------------------ | ------------------------- | ---------------------------- | -------------- | -------- | ----------- |
| 2016. augusztus 7. | Arena da Amazônia, Manaus | csoportmérkőzés (B. csoport) | Japán–Kolumbia | 2 – 2    | 26 603      |

Az UEFA JB küldésére vezette az Európa-liga találkozót.
| Időpont           | Helyszín                               | Mérkőzés típusa            | Mérkőzés                          | Eredmény |
| ----------------- | -------------------------------------- | -------------------------- | --------------------------------- | -------- |
| 2013. február 14. | Borussia-Park Stadion, Mönchengladbach | első Európa-liga mérkőzése | Borussia Mönchengladbach–SS Lazio | 3 – 3    |